# Sociedad Española de Mecánica del Suelo e Ingeniería Geotécnica
La Sociedad Española de Mecánica del Suelo e Ingeniería Geotécnica (SEMSIG) es una sociedad de fines culturales, de investigación, científicos y técnicos, no lucrativos.
Su objetivo es promover la colaboración entre quienes se ocupan de trabajos relacionados con la Mecánica de Suelos e Ingeniería Geotécnica, organizar el intercambio de conocimientos, ideas, resultados de investigación y procedimientos prácticos en el campo de las mismas y sus aplicaciones.
La SEMSIG forma parte de la International Society for Soil Mechanics and Geotechnical Engineering (ISSMGE) que agrupa a más de 80 Sociedades Nacionales.

## Lista de Presidentes
- 1961-1964	Frederico Turnell
- 1964-1971	José Luis Escario Núñez del Pino
- 1971-1990	José Antonio Jiménez Salas
- 1990-1994	Ventura Escario Ubarri
- 1994-1998	Santiago Uriel Romero
- 1998-2006	Vicente Cuéllar Mirasol
- 2006-2014	César Sagaseta Millán
- 2014-	Fernando Pardo de Santayana Carrillo

## Socios de honor
- 1991	José Antonio Jiménez Salas (†2000)
- 1995	Ventura Escario Ubarri
- 1997	Miguel Ángel Hacar Benítez (†2009)
- 1997	Luis Fernández Renau (†2006)
- 1999	Santiago Uriel Romero (†2012)
- 2000  Fernando Muzás Labad
- 2000  Antonio Alcaide Pérez
- 2001  Alcibíades Serrano González
- 2002  José Luis de Justo Alpañés
- 2003  José María Rodríguez Ortiz
- 2006  Arturo Canalda Contreras (†2007)
- 2008  Vicente Cuéllar Mirasol
- 2011  Carlos Oteo Mazo (†2019)
- 2015  Antonio Soriano Peña
- 2019  Enrique Dapena García